# الحجارة (صاروخ)
الحجارة السجيل صاروخ بالستي عالي الدّقّة عراقي صنع عام 1983 مداه الأقصى 900 كم استخدم لقصف المدن الإيرانية خلال الحرب العراقية الإيرانية وخلال حرب الخليج الثانية وقصفت به تل أبيب (5 صواريخ على مفاعل ديمونة) وزن رأسه المتفجر 500 كغم.